# Тенес
Тенес (Тенн, Тен, Теней, др.-греч. Τένης, Τέννης) — персонаж древнегреческой мифологии. Сын Кикна и Проклии (по некоторым, сын Аполлона). Был изгнан своим отцом по ложному обвинению мачехи Филономы. Заключен в ящик с сестрой и выброшен на остров Левкофрия, который назвал Тенедосом (ныне — Бозджаада). Стал царем Тенедоса. Вместе с отцом отправился на Троянскую войну на помощь троянцам. Препятствовал высадке ахейского флота, но был убит Ахиллом. По другим данным, собрав переселенцев, овладел пустынным островом Левкофрис. Разделив землю по жребию и основав город, назвал остров Тенедос. В его честь воздвигли святилище и стали почитать как бога. В святилище запрещено произносить имя Ахилла.
Фетида предостерегала Ахилла, чтобы тот не убивал Тенеса, чтобы самому не погибнуть от руки Аполлона, и приставила раба напоминать сыну об этом. По рассказу, Ахилл пытался изнасиловать его сестру, и Тенн преградил ему путь и был убит, но сестра спаслась. Ахилл убил раба. В Дельфах топор Тенна был посвящён Аполлону. Действующее лицо в трагедии Еврипида «Тенн», которую некоторые авторы приписывают Критию.